# Modryń
Modryń – wieś w Polsce położona w województwie lubelskim, w powiecie hrubieszowskim, w gminie Mircze. Leży przy drodze nr DW844.
W latach 1954–1959 wieś należała i była siedzibą władz gromady Modryń, po jej zniesieniu w gromadzie Mircze. W latach 1975–1998 miejscowość administracyjnie należała do województwa zamojskiego. 
Wieś stanowi sołectwo gminy Mircze. Według Narodowego Spisu Powszechnego (III 2011 r.) liczyła 266 mieszkańców i była jedenastą co do wielkości miejscowością gminy.
Wierni Kościoła rzymskokatolickiego należą do parafii Zmartwychwstania Pańskiego w Mirczu.

## Części wsi
| SIMC    | Nazwa  | Rodzaj    |
| ------- | ------ | --------- |
| 0895209 | Anusin | część wsi |

## Historia
Wieś wzmiankowana w 1396 r. Występuje początkowo pod nazwą Modryń Wielki.  W okresie XV-XVII w. stanowi część starostwa hrubieszowskiego. Zaś w początkach XVIII w. przyłączona zostaje do dóbr starostwa grabowieckiego. W 1564 były tu: drewniana cerkiew prawosławna i karczma. Na 5 łanach kmiecych (84 ha) siedziało wówczas 21 kmieci Wieś dawała dochodu rocznego 56 zł. 2 gr. W końcu XVIII w. władze austriackie sprzedały ją w ręce prywatne. W 1825 r. do pułkownika Michała Koźmińskiego, później do Milowiczów, do nich jeszcze w 1905 roku. W 1827 r. wieś liczyła 65 domów i 368 mieszkańców. Natomiast spis z r. 1921 stwierdzał 89 domów oraz 504 mieszkańców, w tym 37 Żydów i 402 Ukraińców. ==
Opis wydarzeń ze strony polskiej:
24 grudnia 1943 roku, dwa plutony BCh „Rysia” przyszły z pomocą napadniętej przez bojówkę UPA (Ukraińskiej Powstańczej Armii) polskiej ludności w Kol. Modryń. W wyniku potyczki zginęło 14 Ukraińców i 7 Polaków. Partyzanci zdobyli na wrogu 3 kb.".
Opis wydarzeń ze strony ukraińskiej:
24 grudnia 1943 r. (w wigilię Bożego Narodzenia według kalendarza gregoriańskiego) wieś została zaatakowana przez oddział BCh pod dowództwem Stanisława Basaja "Rysia". "O godzinie 22.00 w pobliżu cerkwi i budynków parafialnych, w kierunku na szosę, wieś i mleczarnię, rozpoczęła się strzelanina - pisał później do abp. Iłariona (Iwana Ohijenki) proboszcz miejscowej parafii prawosławnej. - Wielka banda rzuciła się na wieś i na ludzi, którzy zgromadzili się tu na noc z innych ulic. Niemal we wszystkich chałupach domach wybito szyby w oknach i powyłamywano ramy". Tak wspominał to wydarzenie jeden z ukraińskich mieszkańców wsi: "Wieczorem, na Wigilię, na podwórzu była mgła. Jutro - katolickie Boże Narodzenie. Trwamy w naprężonej ciszy, tylko w lasach słychać pojedyncze strzały. [...] Zaczęli schodzić się sąsiedzi. Zgasili lampę. Wartownicy poszli pilnować, gdzieś o północy wszedł ojciec; powiedział: "wstawajcie, we wsi strzelanina". Zerwaliśmy się. Wybiegliśmy na dwór. Nie pamiętam kto to zaproponował, ale kobity z dziećmi (w tym my z bratem) pobiegliśmy w kierunku Hanuszówki. Wtedy było niemało śniegu i my, przebijając się przez zaspy, przez rowy i błoto biegliśmy nie zastanawiając się nad tym, że na Hanuszówce mogą nas bandyci powystrzelać.  Strach zastąpił rozum. Biegliśmy i biegliśmy. Gdy byliśmy na miejscu zobaczyliśmy dwie łuny nad Modryniem". Zabito wówczas 22 Ukraińców (w tym 1 kobietę i 1 dziecko) oraz 1 Polaka. 13 marca 1944 r. nieznany polski oddział - prawdopodobnie BCh - po raz drugi zaatakował wieś zabijając 13 osób (w tym 12 kobiet i 1 dziecko). Trzy dni później oddziały "Rysia" ostatecznie spaliły wieś zabijając wówczas 15 osób (w tym 5 kobiet i 1 dziecko).
Nocą 12 lutego 1944 roku nacjonaliści ukraińscy z Ukraińskiej Samoobrony Narodowej dokonali napadu na młyn, gdzie na noc chronili się miejscowi Polacy. Nacjonaliści wymordowali cały personel młyna wraz z ukrytą tam ludnością a następnie podpalili młyn i kilka przyległych zabudowań. Z ponad 30 znajdujących się tam ludzi ocalała tylko jedna osoba. Ofiarą Ukraińców tej nocy były jeszcze dwie inne osoby z gospodarstwa położonego w pobliżu młyna.".

## Galeria

Modryń
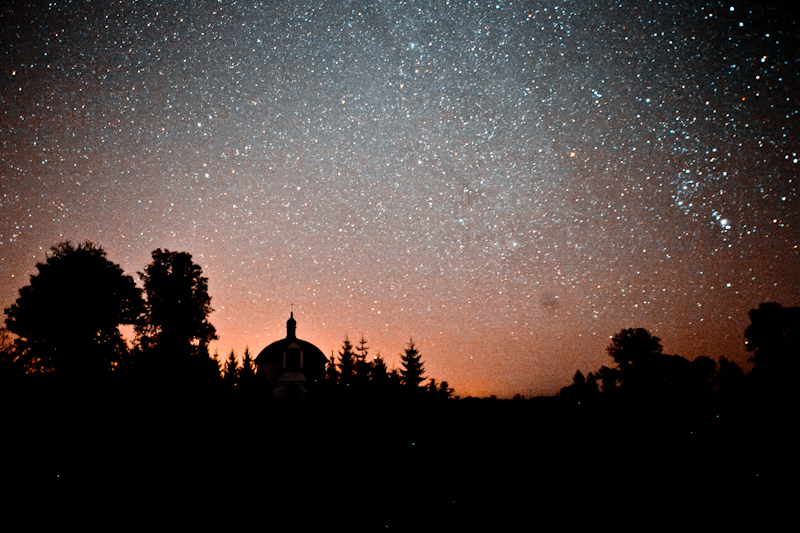
Kościół nocą (wrzesień 2011 r.)
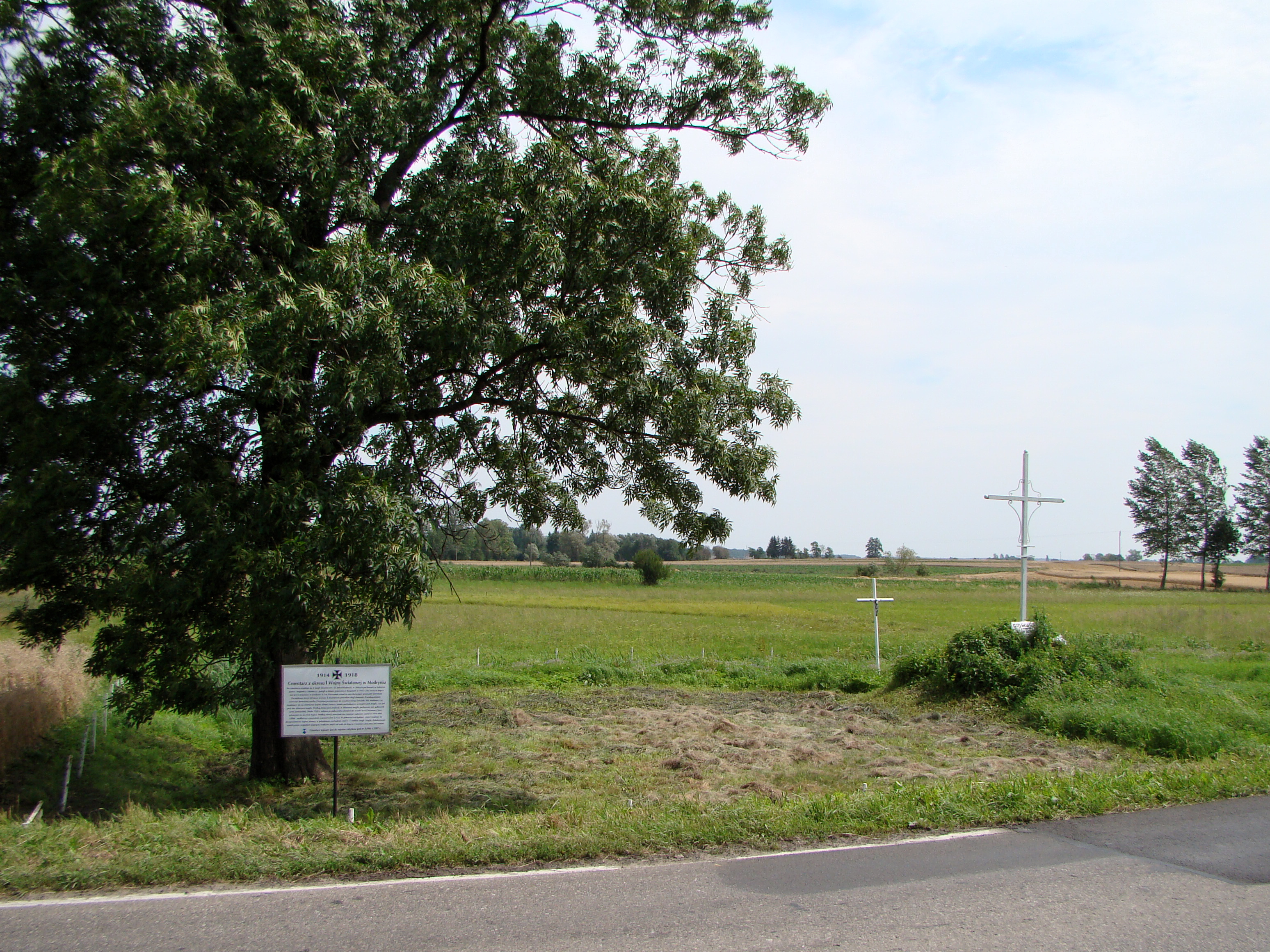
Cmentarz wojenny z okresu I wojny światowej